# Gliese 180
Gliese 180 (thường được rút ngắn thành GJ 180), là một ngôi sao lùn đỏ thuộc chòm sao Ba Giang, được biết có hai hành tinh Gliese 180 b và Gliese 180 c. Nó nằm cách Trái đất khoảng 40 năm ánh sáng.
Theo Phòng thí nghiệm khả năng sinh sống hành tinh (PHL) ở Puerto Rico, cả hai hành tinh trong hệ thống có thể được phân loại là các hành tinh có thể ở được. Hành tinh Gliese 180 b và Gliese 180 c có khối lượng lần lượt là 6,4 và 8,3 khối lượng Trái đất. Tuy nhiên, Tiến sĩ Mikko Tuomi, Đại học Hertfordshire của Vương quốc Anh, thuộc nhóm nghiên cứu đã xác định các hành tinh, không đồng ý, nêu rõ:
"PHL bổ sung một số loại "HZ Mở rộng", mà tôi, thật lòng mà nói, tôi không biết nó được tính toán như thế nào, nhưng điều đó sẽ đưa vào thêm một số khu vực có thể ở được vào các cạnh bên trong và bên ngoài của HZ như chúng ta đã định nghĩa. Chúng bao gồm những thiên thể đồng hành bên trong của hệ thống GJ 180 (hành tinh b) mà chúng tôi cho là quá nóng để có thể ở được.
| Thiên thể đồng hành (thứ tự từ ngôi sao ra) | Khối lượng           | Bán trục lớn (AU) | Chu kỳ quỹ đạo (day) | Độ lệch tâm | Độ nghiêng | Bán kính |
| ------------------------------------------- | -------------------- | ----------------- | -------------------- | ----------- | ---------- | -------- |
| b                                           | 0.02611 ± 0.00558 MJ | 0.103 ± 0.0008    | 17.38 ± 0.016        | 0.11 ± 0.03 | —          | —        |
| с                                           | 0.02014 ± 0.00126 MJ | 0.129 ± 0.01      | 24.329 ± 0.014       | 0.09 ± 0.07 | —          | —        |
| d                                           | 7.56 ± 1.07 M🜨       | 0.309 ± 0.010     | 106.300 ± 0.129      | 0.14 ± 0.04 | —          | —        |